# Rekeszizom

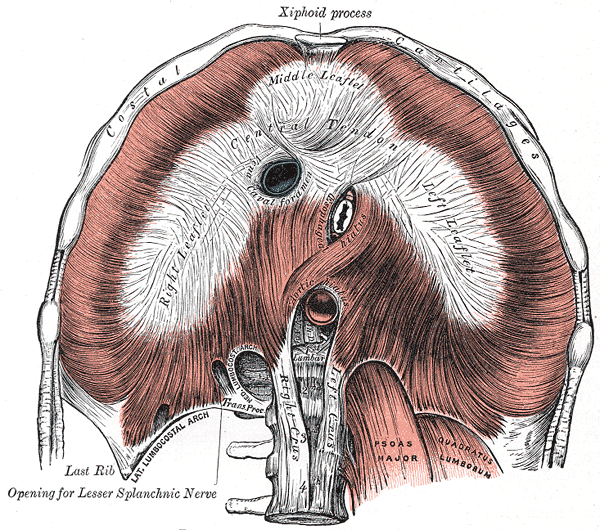
A rekeszizom vázlatos képe alulnézetből

A rekeszizom (diaphragma) a hasüreget a mellüregtől elválasztó, izmos-inas, mozgékony lemez. A két üreg elválasztása csaknem teljes, csupán kisebb nyílások vannak rajta, amelyeken képletek haladnak a mellüregből a hasüregbe és fordítva. Döntő szerepet játszik a légzésben, amellett a hasüregi nyomás emelésével számos más élettani funkcióban is szerepet játszik, mint a széklet- és vizeletürítés, hányás.

## Más fajoknál
Más gerinceseknek, pl. a kétéltűeknek és a hüllőknek is van rekeszizmuk vagy rekeszizomszerű struktúrájuk, de az anatómiai felépítésük több részlete, pl. a tüdők helyzete a mellüregben eltér.

## Anatómia
A rekeszizom kettős kupolájú izmos lemeze a közepén található inas lemezbe (centrum tendineum) megy át, amelyben a rekesz izmos része tapad. A rekeszizom választja el a mellüreget a hasüregtől. A rekesz izomrostjai a mellkas inas, csontos keretén erednek. Az izomrostok három helyről erednek, így 3 eredési helyet különböztetünk meg.
- pars lumbalis
- pars costalis
- pars sternalis

A rekeszizom egyes részei közötti kisebb területek izomrostmentesek maradnak. A pars lumbalis és pars costalis között hátul a trigonum lumbocostale található, itt csupán kötőszövetes állomány van. Ezt a területet a mellhártya fali része a (pleura parietale) takarja, a hasüreg felől pedig a vese külső tokja fekszik hozzá. A másik kötőszövetes terület elöl található, amely a szegycsontról (sternum) és a bordák belső felszínéről eredő izomrostokat választja el. (Ezeken a gyengébb részeken hasüregi szervek türemkedhetnek át, ezek a rekeszsérvek.) A rekesz jobb oldali kupolája a 4. bordaközbe, a bal oldali az 5. bordáig emelkedik fel kilégzéskor (a medioclavicularis vonalnak megfelelően). A két kupola belégzéskor egy-másfél bordával/bordaközzel süllyed.

## Funkciói
- A mellüreg és a hasüreg elválasztása (és az átmenő képletek átbocsátása).
- A belégzés elősegítése.
- A hasüregi nyomás fenntartásában és befolyásolásában való részvétel.

(A csuklás a rekeszizom szaggatott, önkéntelen összehúzódása.)

### Vérellátása
A rekesz fő erei az aorta alsó mellűri (thoracalis) és felső hasűri (abdominalis) szakaszából erednek.
- aa. phrenicae superiores
- aa. phrenicae inferiores

További ütőerei: a. (arteria) thoracica internából, valamint az aa. epigastrica inferiorból származó
- a. musculophrenica
- a. pericardiacophrenica

Vénái az artériáknak megfelelően szedődnek össze. 

## Nyirokerei
- a hasi felszín hátsó (dorsalis) részéről a nodi lymphatici coeliacibe,
- a hátsó mellkasi felszínről a nodi lymphatici mediastinales posterioresbe,
- a rekesz elülső részéről származó nyirok a nodi lymphatici parasternalesbe jutnak.

### Beidegzés
- idege a nervus phrenicus a nyaki fonatnak főleg negyedik nyaki szelvényéből származó részéből ered,

### Topográfia
Hasüregi felszínét nagyrészt a hashártya (peritoneum) borítja. Vele érintkező szervek:
- máj egyrészt a hashártyával borított területe és a csupasz felszínével (area nuda hepatis)
- lép
- gyomor
- vese
- mellékvese

Mellkasi felszínét nagyrészt a mellhártya rekesz felé eső része takarja. A bordák és a rekesz által határolt kötőszövetes részt recessus phrenicocostalisnak nevezzük. Elöl a gátorüregnek (mediastinum) megfelelően a szívet körülvevő hártya (pericardium) kapcsolódik a rekesz felszínéhez, hátul a hátulsó gátorüreg savóshártya mentes (serosa-mentes) területe van.

### Áthaladó képletek
A rekeszen, a foramen venae cavae kivételével, főleg a pars lumbalis területén találhatóak az áthaladó képleteket átbocsátó nyílások.
- foramen venae cavae a rekesz jobb oldalán az inas lemez (centrum tendineum) és az izmos karély között lép a mellüregbe az alsó üres véna (vena cava inferior), valamint a n. phrenicus hasi ága, a n. phrenicus dexter.
- 12. hátcsigolya és pars lumbalis között a crus dextrum és sinistrum között az aorta és a mellvezeték (ductus thoracicus) halad át
- 10. hátcsigolya magasságában a pars lumbalis medialis szárai ismét kereszteződnek, ahol a nyelőcső (oesophagus) halad át a két bolygóideggel (n. vagus) együtt. A hasüregi szervek fejlődésekor létrejövő forgás miatt a bal oldali bolygóideg a nyelőcső elülső oldalán, a jobb oldali a nyelőcső hátsó felszínén helyezkedik el. A nyílás az aorta nyílásától cranialisabban helyezkedik el.
- A pars lumbalis középső (medialis) és oldalsó (lateralis) szára között a mellüregből a hasüregbe a kétoldalon a két truncus sympathicus lép be.
- A medialis szár rostjai között lép a hasüregbe a nn. splanchnicus thoracicus major et minor, jobb oldalon a vena azygos és bal oldalon a (vena hemiazygos).
- Elöl az arteriae és venae epigastrica superior és inferior anasztomizálnak a rekeszen keresztül.

## Törzsfejlődés
A garatot a hastól elválasztó hártya létezése széles körben nyomon követhető gerinchúrosok körében. Így a (lándzsahalban) van egy szívpitvar, melyen keresztül víz távozik a garatból, ez hasonló a zsákállatokban és nyálkahalakban található struktúrákhoz. lásd: Zbynek Kozmik et al. (1999). „Characterization of an amphioxus paired box gene, AmphiPax2/5/8” (angol nyelven). Development 126, 1295–1304. o.
A rekeszizom egy felső, táplálkozási és egy alsó, emésztési szakaszt elválasztó testi struktúra kontextusában jelent meg.